# Fables de ma fontaine
Cet article possède un paronyme, voir Fables de La Fontaine.
 (mars 2018).
Si vous disposez d'ouvrages ou d'articles de référence ou si vous connaissez des sites web de qualité traitant du thème abordé ici, merci de compléter l'article en donnant les références utiles à sa vérifiabilité et en les liant à la section « Notes et références ».
Fables de ma fontaine est un DVD de Claude Nougaro, sorti en 2002 sous le label Capitol.
Captation du spectacle éponyme débuté à Tautavel le 6 avril 2002, où Claude Nougaro, tel un comédien de théâtre, dit ses textes, qui pour la plupart furent précédemment des chansons. Fables de ma fontaine est le dernier spectacle de Claude Nougaro.
Le spectacle est filmé au théâtre des bouffes du nord par Bruno Roche et Maxime Ruiz.
Nougaro s'est précédemment (quelquefois), « collé » à l'exercice de dire une chanson au cours d'un récital ; c'est ainsi que l'on trouve, notamment, une version parlée de la chanson Le cri de Tarzan (album Pacifique, 1989), sur l'album Zénith Made in Nougaro et sur le live The Best de Scène une version parlée du titre Le gardien de phare (album Nougayork, 1987).

## Titres
- Nous indiquons également l'année et le nom de l'album où originellement fut capté le titre.

| Titre                        | Album                                                                         | Date      | Remarque |
| ---------------------------- | ----------------------------------------------------------------------------- | --------- | --- |
| Introduction                 |                                                                               |           | Texte original |
| Les pigeons                  |                                                                               |           | Texte original |
| Les ogives de Julien         |                                                                               |           | Texte original |
| Jésus                        | Claude Nougaro Olympia 1977                                                   | 1977      | ce texte a été créé et dit par Nougaro au cours de ce récital                                                                |
| Comme l'hirondelle           | L'Enfant phare                                                                | 1997      | |
| Plume d'ange                 | Plume d'ange                                                                  | 1977      | La version originale n'est pas chantée ; ce texte Nougaro l'a précédemment dit lors du récital : Claude Nougaro Olympia 1977 |
| Langue de bois               | Embarquement immédiat                                                         | 2000      | |
| Ma cheminée est un théâtre   | Embarquement immédiat                                                         | 2000      | |
| Le papillon et le troubadour |                                                                               |           | Texte original |
| Victor                       | Claude Nougaro Olympia 1977                                                   | 1977      | |
| Le K du Q                    | Plume d'ange                                                                  | 1977      | |
| L'aspirateur                 | Tu verras                                                                     | 1978      | |
| Eugénie                      | Ami chemin                                                                    | 1983      | |
| Le coq et la pendule         | Assez !                                                                       | 1980      | |
| Rimes                        | Chansons nettes                                                               | 1981      | |
| Chanson pour Marilyn         | 45 tours Philips 434 811 (voir Les grands auteurs & compositeurs interprètes) | 1963 1964 | chanté A cappella |
| Comédie musicale             | Nougaro au Théâtre des Champs-Elysées                                         | 2001      | second titre chanté (A cappella), du spectacle                                                                               |